# Pelourinho de Bragança
O Pelourinho de Bragança localiza-se na freguesia de Sé, Santa Maria e Meixedo, município de Bragança, distrito do mesmo nome, em Portugal.
Este pelourinho encontra-se classificado como Monumento Nacional desde 1910.